# Tadashi Koya
Tadashi Koya (jap. 小屋 禎, Koya Tadashi; * 24. Mai 1970 in der Präfektur Kanagawa) ist ein ehemaliger japanischer Fußballspieler.

## Karriere
Koya erlernte das Fußballspielen in der Schulmannschaft der Nihon University Fujisawa High School und der Universitätsmannschaft der Aoyama-Gakuin-Universität. Seinen ersten Vertrag unterschrieb er 1993 bei JEF United Ichihara. Der Verein spielte in der höchsten Liga des Landes, der J1 League. Für den Verein absolvierte er 24 Erstligaspiele. 1996 wechselte er zum Zweitligisten Brummell Sendai. Für den Verein absolvierte er 10 Spiele. Ende 1996 beendete er seine Karriere als Fußballspieler.